# Liste der von Osseten bewohnten Orte in der Türkei
Die Liste der von Osseten bewohnten Orte in der Türkei listet alle 28 Dörfer und Kleinstädte in der Republik Türkei, in denen Osseten in nennenswerter Zahl leben, auf. Die Osseten kamen nach dem Kaukasuskrieg 1817–1864 und dem Russisch-Türkischen Krieg 1877–1878 als Flüchtlinge ins Osmanische Reich. Die Osseten wurden in verschiedenen Orten im Osmanischen Reich angesiedelt. Ein Teil der Osseten gründete Ortschaften, die heute in der Republik Türkei liegen. Die Nachfahren dieser ossetischen Flüchtlinge leben heute noch in diesen Orten. Außerdem bietet diese Liste eine Auswahl von unter Osseten gebräuchlichen Namen der Ortschaften. Die Osseten in den türkischen Großstädten werden in dieser Liste nicht berücksichtigt.

## Liste
| Offizieller Name | Alter Name  | Objekt     | Bevölkerung (Stand 2010) | Landkreis   | Provinz | Besonderheiten                    |
| ---------------- | ----------- | ---------- | ------------------------ | ----------- | ------- | --------------------------------- |
| Akçaören         | Ağcaviran   | Dorf       | 259                      | Ahlat       | Bitlis  | auch Kurden beheimatet            |
| Alaman           |             | Dorf       | 38                       | Şarkışla    | Sivas   |                                   |
| Başçatak         |             | Dorf       | 217                      | Akdağmadeni | Yozgat  |                                   |
| Batmantaş        |             | Dorf       | 92                       | Tokat       | Tokat   |                                   |
| Belcik           |             | Dorf       | 503                      | Yıldızeli   | Sivas   | auch Türken beheimatet            |
| Boyalık          |             | Dorf       | 86                       | Sarıkaya    | Yozgat  |                                   |
| Bozat            |             | Dorf       | 441                      | Sarıkamış   | Kars    | auch Kurden und Türken beheimatet |
| Budaklı          | Leppudağ    | Dorf       | 623                      | Karaçoban   | Erzurum |                                   |
| Eğrisöğüt        |             | Dorf       | 25                       | Pınarbaşı   | Kayseri |                                   |
| Güvendik         | Gövendik    | Stadtteil  |                          | Karaçoban   | Erzurum |                                   |
| Hasanşeyh        | Çengibağı   | Kleinstadt | 2.581                    | Reşadiye    | Tokat   | auch Türken beheimatet            |
| Hamamlı          |             | Dorf       | 526                      | Sarıkamış   | Kars    |                                   |
| Kahvepınar       |             | Dorf       | 16                       | Şarkışla    | Sivas   | auch Tschetschenen beheimatet     |
| Kapaklıkaya      |             | Dorf       | 126                      | Yıldızeli   | Sivas   | auch Türken beheimatet            |
| Karaağıl         |             | Kleinstadt | 2.000                    | Bulanık     | Muş     | auch Kurden beheimatet            |
| Karabacak        |             | Dorf       | 12                       | Sarıkaya    | Yozgat  |                                   |
| Mescitli         | Kızılmescit | Dorf       | 524                      | Muş         | Muş     |                                   |
| Konaközü         |             | Dorf       | 24                       | Yıldızeli   | Sivas   |                                   |
| Kurganlı         | Simo        | Dorf       | 708                      | Bulanık     | Muş     | auch Kurden beheimatet            |
| Kuşoturağı       |             | Dorf       | 308                      | Turhal      | Tokat   | auch Türken beheimatet            |
| Orhaniye         |             | Dorf       | 230                      | Çamardı     | Niğde   | auch Tscherkessen beheimatet      |
| Otluyazı         | Hulik       | Dorf       | 950                      | Ahlat       | Bitlis  | auch Kurden beheimatet            |
| Pınarkaya        | Şıhlar      | Dorf       | 100                      | Sarıkaya    | Yozgat  | auch Tscherkessen beheimatet      |
| Poyrazlı         |             | Dorf       | 245                      | Boğazlıyan  | Yozgat  |                                   |
| Sarıdavut        |             | Dorf       | 767                      | Malazgirt   | Muş     | auch Kurden beheimatet            |
| Taşlık           |             | Dorf       | 119                      | Pazar       | Tokat   | auch Tscherkessen beheimatet      |
| Yaramış          |             | Dorf       | 1.151                    | Malazgirt   | Muş     | auch Kurden beheimatet            |
| Yücebaca         |             | Dorf       | 51                       | Yıldızeli   | Sivas   |                                   |